# 姜昌熙

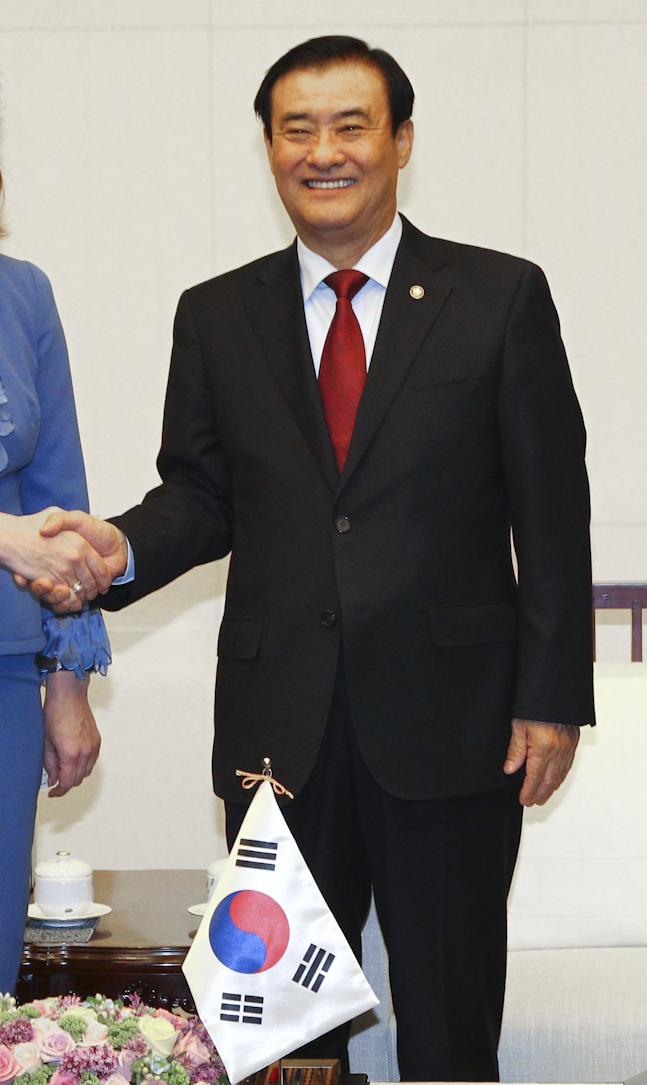
2013年

姜昌熙（韓語：강창희；1946年8月3日—），韩国政治人物，新国家党党员，前任韩国国会议长。
姜昌熙毕业于韩国陆军士官学校，并曾担任韩国陆军大学教授，后入政坛。 自1980年代以来，姜昌熙已经先后6次出任韩国国会议员，并曾担任金大中政府的科学技术部长官。 2012年7月2日，姜昌熙被韩国国会选举为议长。